# Фируз Демир
Фируз Назим Демир (на турски: Firuz Demir) е политик от Социалистическа република Македония и деец на комунистическата съпротива във Вардарска Македония.

## Биография
Роден е на 16 октомври 1923 година в град Щип. Когато е в шести клас гимназия влиза в СКМЮ и през 1941 година е изключен от нея поради нелегална дейност. Впоследствие става член на ЮКП, а от 1942 и член на Местния комитет на СКМЮ за Щип. Арестуван е през 1942 и 1943 година. През 1944 година отново е арестуван и интерниран първоначално в село Бял извор, Ардинско. След като е пуснат се завръща в Щип, където отново е арестуван и изпратен в село Хвойна. Там остава до 6 септември 1944, когато заедно с отряди на партизаните участва в установяването на комунистическата власт в три общини в България.
На 16 септември 1944 се завръща в Македония и отива в Главния щаб на НОВ и ПОМ за по-нататъшни инструкции. После е член на Околийския комитет на МКП за Щип и секретар на Общинския комитет на МКП за село Драгоево.
След Втората световна война завършва Висшата школа „Джуро Джакович“ в Белград, а впоследствие и Юридически факултет. От май 1945 до 1946 е член на Областния комитет на МКП за Щип. От 1947 година става инструктор на ЦК на МКП. През 1946 и от юли 1950 е секретар на Околийския комитет на МКП в Радовиш. От май до юли 1947 е секретар на Околийския комитет на МКП в Струмица.
В периода 24 декември 1948 година – 28 май 1954 е член на Ревизионната комисия на МКП. През 1949 година става член на Бюрото на Областния комитет на МКП в Щип. Между 30 май 1954 и 21 ноември 1968 е член на ЦК на МКП. От 1959 е председател на Контролната комисия на ЦК на МКП. От 1963 става член на Председателството на ЦК на МКП, а от 1967 е републикански народен представител. Отделно е и представител в Събранието на СФРЮ в няколко мандата. През 1970 година става член на Съвета на Федерацията, а от 1976 е член на Председателството на СРМ. Носител е на партизански възпоменателен медал 1941 година.